# As Above, So Below (Angel Witch)
As Above, So Below è il quarto album degli Angel Witch. Il disco, pubblicato il 12 marzo 2012 dalla Rise Above Records, segna il ritorno in studio della band a ben 26 anni dal precedente disco Frontal Assault, risalente al 1986.

## Tracce
Tutte le tracce sono composte da Kevin Heybourne
1. Dead Sea Scrolls – 5:59
2. Into the Dark – 5:11
3. Gebura – 5:24
4. The Horla – 7:29
5. Witching Hour – 5:49
6. Upon This Cord – 6:33
7. Guillotine – 6:53
8. Brainwashed – 7:10

## Formazione
- Kevin Heybourne - chitarra, voce
- Will Palmer - basso
- Andy Prestridge - batteria